# 国道44号 (韩国)

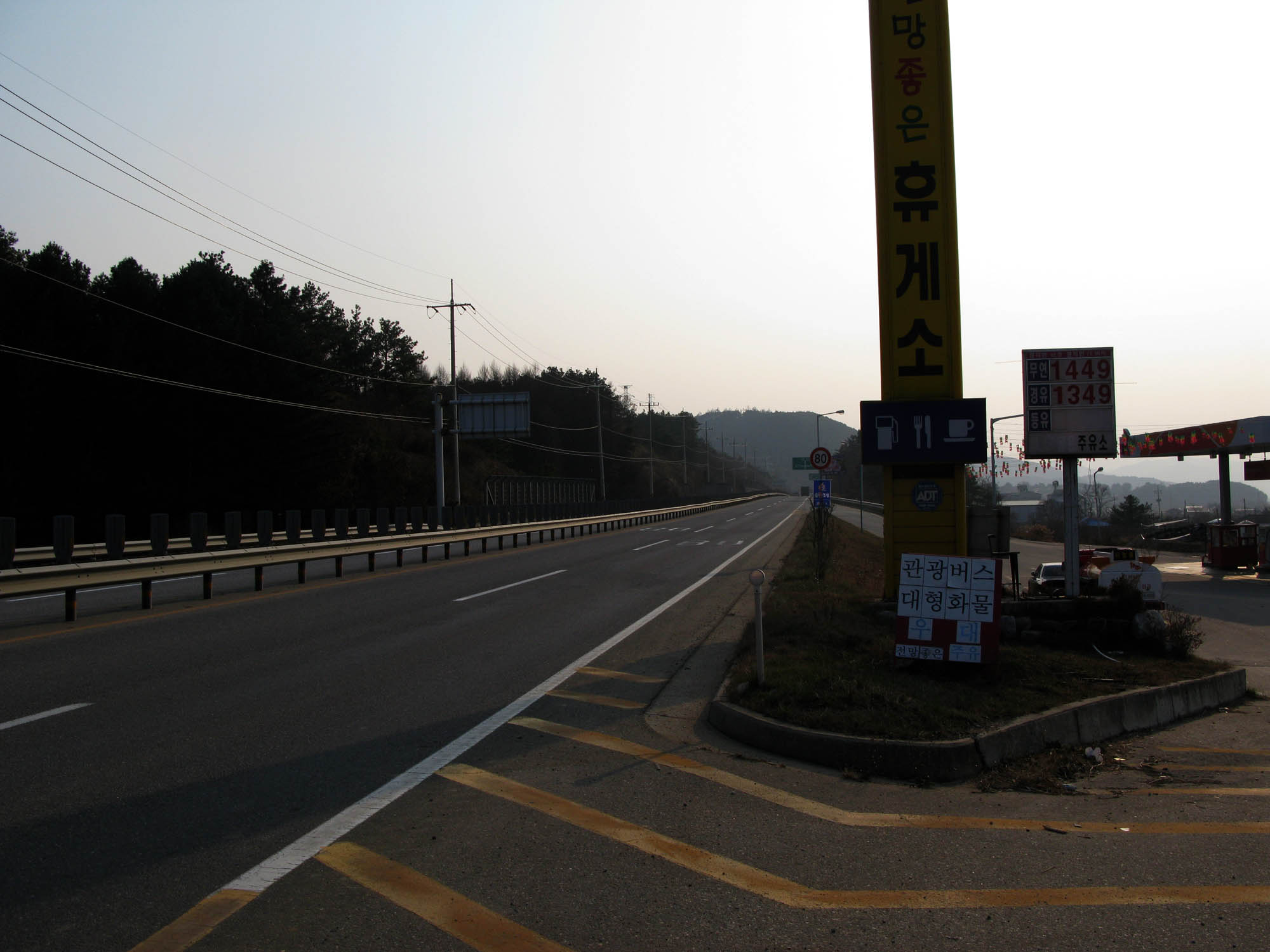
国道44号江原道洪川郡段一景

国道44号，又称杨平－襄阳线，是大韩民国的一条东西向国家级公路，全线均位于大韩民国北部。路线西起京畿道杨平郡杨平邑（与国道37号和国家支援地方道98号相连），与中央高速公路等3条高速公路、国道6号等6条国道和国家支援地方道56号等3条国家支援地方道相连，东至江原道襄阳郡襄阳邑（与国道7号和国家支援地方道56号相连）。全线全长约137.2千米，于1971年8月31日开始规划建设，1994年10月13日开通部分路段。
国道44号部分路段与其他道路共线。如在京畿道杨平郡辖区内路段与国道6号、国道37号、国家支援地方道70号和地方道345号共线，江原道麟蹄郡辖区内路段与国道31号和国道46号并线，江原道襄阳郡辖区内东部路段与国道56号和国家支援地方道56号共线。

## 主要途经城市

### 京畿道
杨平郡

### 江原道
洪川郡 - 麟蹄郡 - 襄阳郡

## 主要途经道路
- 中央高速公路
- 首尔襄阳高速公路
- 东海高速公路
- 国道6号
- 国道7号
- 国道31号
- 国道37号（朝鲜语：국도 제37호선）
- 国道46号
- 国道56号
- 56国家支援地方道56号（朝鲜语：국가지원지방도 제56호선）
- 70国家支援地方道70号（朝鲜语：국가지원지방도 제70호선）
- 98国家支援地方道98号（朝鲜语：국가지원지방도 제98호선）